# صالح القحطاني
صالح بن علي القحطاني رئيس مجلس الإدارة والمدير التنفيذي للعيادات الملكية في المملكة العربية السعودية بمرتبة وزير منذ 13 يناير 2022.

## التعليم
حاصل على بكالوريوس الطب والجراحة عام 1999 من جامعة الملك عبد العزيز، وشهادة البورد الأميركي في زراعة الكبد والجهاز الهضمي والطب الباطني.

## عضويات
عضو مجلس إدارة مستشفى الملك فيصل التخصصي ومركز الأبحاث، واستشاري أمراض الجهاز الهضمي والكبد في المستشفى، وأستاذ مشارك في طب في جامعة جونز هوبكنز.
يشغل عضوية كل من: «الكلية الأمريكية لأمراض الجهاز الهضمي»، و«الجمعية الأمريكية لدراسة أمراض الكبد»، و«الرابطة الأوروبية لدراسة الكبد»، و«جمعية جونز هوبكنز الطبية والجراحية».
شغل عضوية هيئة التدريس في «جامعة جونز هوبكنز»، كما تولى منصب المدير الطبي لخدمات الجهاز الهضمي والكبد الدولية في «مستشفى جونز هوبكنز» في الولايات المتحدة الأميركية، وكان مديراً مشاركاً في برنامج الزمالة بأمراض الجهاز الهضمي في المركز الطبي في «جامعة تكساس ساوث وسترن»، ومحاضرا للطب في «كلية طب مايو كلينك».